# CF Brăila în sezonul 2008-2009
Sezonul 2008-2009 este al 2 sezon consecutiv pentru CF Brăila în Liga a III-a. 

## Sezon

### Lot de jucători 2009-2010
Listă actualizată la data de 1 decembrie 2009
| N°        | Numele               | Data și locul nașterii       | Naționalitate | Post                               | Clubul anterior  |
| Portari   |                      |                              |               |                                    |                  |
| 1         | Cristian Mitrea      | 27 iunie 1987 Brăila         | România       | Portar                             |                  |
| 12        | Paul Ionel Botaș     | 10 februarie 1990 Brăila     | România       | Portar                             |                  |
| Fundași   |                      |                              |               |                                    |                  |
| 2         | Nelu Moldoveanu      | 10 octombrie 1985 Brăila     | România       | Fundaș dreapta                     |                  |
| 3         | Ioan Șerban          | 31 iulie 1983 Brașov         | România       | Fundaș central                     | FC Predeal       |
| 4         | Cristian Gurguiatu   | 7 octombrie 1982 Brăila      | România       | Fundaș central                     | Dunărea Călărași |
| 7         | Gabriel Bosoi        | 11 august 1987 Brăila        | România       | Fundaș dreapta                     |                  |
| 8         | Constantin Necoară   | 12 martie 1986 Brăila        | România       | Fundaș stânga                      |                  |
| 15        | Viorel Nicolae       | 29 februarie 1988 Brăila     | România       | Fundaș central                     |                  |
| 17        | Cristian Pascu       | 9 august 1988 Brăila         | România       | Fundaș central                     |                  |
| Mijlocași |                      |                              |               |                                    |                  |
| 5         | Catălin Stănciulescu | 6 septembrie 1989 Brăila     | România       | mijlocaș stânga                    | Petrolul Ianca   |
| 9         | Alin Pânzaru         | 18 ianuarie 1976 Iași        | România       | Mijlocaș dreapta                   | FC Onix          |
| 10        | Robert Stăncioiu     | 27 mai 1985 București        | România       | Mijlocaș central                   | Lotus Luceafărul |
| 15        | Emekwue Henry        |                              | Nigeria       | Mijlocaș dreapta, mijlocaș stânga  | FCM Târgoviște   |
| 20        | Viorel Gheorghe      | 26 octombrie 1990 Brăila     | România       | Mijlocaș ofensiv, mijlocaș central |                  |
| 22        | Emanuel Ndigwe       | 18 decembrie 1986            | Nigeria       | Mijlocaș ofensiv, atacant          | FCM Târgoviște   |
| 23        | Victor Olenic        | 31 octombrie 1983 Brăila     | România       | Mijlocaș defensiv                  | FC Snagov        |
| Atacanți  |                      |                              |               |                                    |                  |
| 11        | Nelu Bucă            | 12 martie 1985 București     | România       | Atacant                            | Dunărea Călărași |
| 14        | Gheoreghe Badea      | 15 septembrie 1983 București | România       | Atacant                            | Lotus Luceafărul |
| 18        | Marius Gigel Lupu    | 26 martie 1989 Brăila        | România       | Atacant                            |                  |
| -         | Alexandru Chipciu    | 18 mai 1989 Brăila           | România       | Atacant                            | Forex Brașov     |

## Seria I

### Sezon intern
- Site oficial Arhivat în 5 septembrie 2017, la Wayback Machine.